# アブド・ラッボ・マンスール・ハーディー
アブド・ラッボ・マンスール・ハーディー（アラビア語: عبد ربه منصور هادي, ラテン文字転写: Abd Rabbuh Mansur Hadi、1945年9月1日 - ）は、イエメンの軍人、政治家。2012年より同国大統領を務めたが、反政府勢力フーシとの内戦に突入し事実上の二重政府状態となり、2022年4月7日に大統領指導評議会に自らの持つ全権限を移譲し自らは大統領を退任した。副大統領、国防大臣などの要職を歴任した。軍における階級は少将。名前はAbd Rabu Mansur Hadi、Abd Rabbah Mansour Hadi、Abdurabu Mansour Hadiと様々に綴られる。

## 経歴
1945年、アビヤン県に生まれる。1970年に南イエメン軍に入隊し、4年間ソビエト連邦で軍事指揮を学ぶ。1980年代にはイエメン社会党の指導者で当時の南イエメン大統領アリ・ナセル・ムハンマドの側近であり、彼が国内の権力闘争に敗れて北イエメンに逃れた際も行動を伴にしている。1990年代前半に少将となった。

### 政治家として
1994年5月より国防大臣を務める。イエメン内戦において南側のアリー・サーレム・アル＝ビード副大統領が敗北し、サーレハが後任としてハーディーを指名、1994年10月3日に就任した。
2011年イエメン騒乱において大統領府内のモスクで起こった爆発でアリー・アブドッラー・サーレハ大統領が負傷し、サウジアラビアにおいて治療を受けている間の2011年6月4日から9月23日まで大統領代行を務めた。その後、サーレハが11月23日に刑事訴追の免除と身の安全が保障されることを条件に大統領権限をハーディーへ30日以内に移譲する調停案に署名したことから、12月23日より暫定政権を率いている。12月10日には挙国一致内閣が発足し、2012年2月21日に行われた大統領選挙（任期は2年間）にはハーディーただ一人が立候補。99.8%の得票を得て当選し、25日に就任の宣誓を行った。
ところがその後ハーディーと対立したサーレハ前大統領が、北部を拠点とするザイド派民兵組織フーシと連携。フーシが首都を制圧し、軟禁状態となり、事実上フーシの傀儡と化していた。そして2015年1月22日、新憲法の内容を巡り政府と対立していたフーシが大統領官邸や国営放送局を占拠したことを受けて、政権運営が行き詰まったことを理由に大統領の辞職を表明したものの、2月6日にフーシが政権掌握を宣言し、議会を強制的に解散したため、大統領の辞任に必要な議会の承認を得られずハーディーの辞意は宙に浮く形となった。同時にムハンマド・アリ・アル・フーシが革命委員会委員長となり、暫定統治開始を宣言したが、2月21日になってハーディーは辞意を撤回し、国際社会に対してもフーシによるクーデターを承認しないよう求めた。
同月、ハーディーは、暫定首都と定めたアデンに逃れたが、3月末にはフーシがアデンに迫ったことを受け、アデン港からボートでリヤドに脱出した。フーシ派テレビ局によると2000万イエメン・リアルの報奨金が掛けられているという。
3月26日から、ハーディーを支持するサウジアラビア主導のスンニ派諸国連合軍が、ハーディーから軍事介入への要請があったとしてイエメンに空爆を開始した。背景にはフーシを支援しているとみられるイランへの警戒があるとされ、連合軍にはアラブ首長国連邦、クウェート、バーレーン、カタール、ヨルダン、モロッコ、スーダン、エジプト、セネガル、パキスタンなどが参加したほか、アメリカ軍も後方支援などを行ったとされる。3月28日からエジプトで開かれたアラブ連盟首脳会議には、ハーディーが大統領として参加した。
2015年7月14日にはハーディー派がアデン国際空港を奪還し、9月には亡命先からアデンへ戻ったものの、首都サヌアはフーシの統治下にある。
その後も首都サヌアを支配下に置くフーシとの戦いは続き、停戦合意し発効しては破られるという状況が続く。2022年4月1日にラマダーンに合わせ2カ月間の停戦合意が発効し、サウジアラビアの首都リヤドで開催されていた和平交渉の最終日である4月7日にハーディーはアリー・ムフシン・アル＝アフマル副大統領を解任し、自身も権限をラシャード・アル＝アリーミー元内務大臣が率いる大統領指導評議会に移譲する意向を表明した。サウジアラビアは支持を表明し、評議会に対しフーシに対する和平交渉を開始するよう要請した。ただし実際にはサウジアラビア当局がハーディーに対して汚職を暴露するなどといった脅迫を行って権限委譲を強要し、以降ハーディーはリヤドの自宅に軟禁され、電話も通じないと報じられている（サウジアラビア当局は否定）。